# Igneocnemis melanops
Igneocnemis melanops – gatunek ważki z rodziny pióronogowatych (Platycnemididae). Endemit Filipin, stwierdzony tylko na wyspie Samar.